# Liolaemus nigriceps
Liolaemus nigriceps — вид ігуаноподібних ящірок родини Liolaemidae. Мешкає в Чилі і Аргентини.

## Поширення і екологія
Liolaemus nigriceps мешкають в Андах на заході чилійського регіону Антофагаста, а також трапляються на сході аргентинської провінції Сальта, в районі вулкану Сокомпа. Вони живуть на високогірних луках пуна, в норах, часто використовують покинуті нори коричневих туко-туко. Зустрічаються на висоті від 3200 до 5100 м над рівнем моря. Є всеїдними, віддають перевагу рослинній їжі. Живородні.